# Делмарва

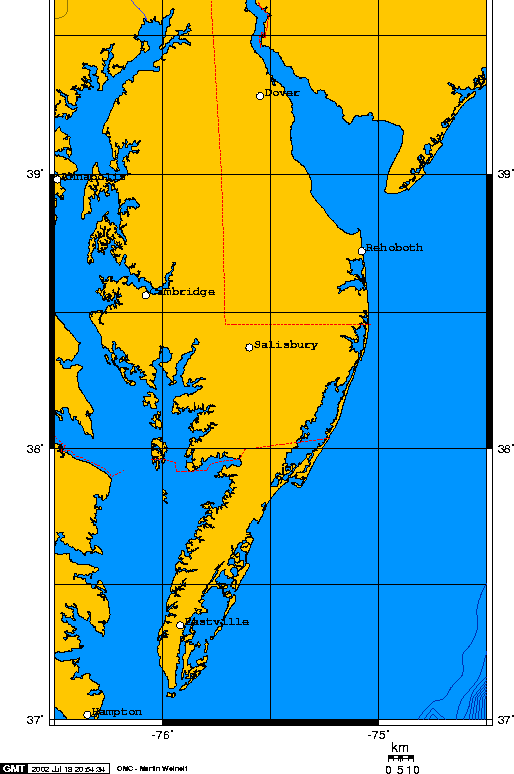
Карта полуострова Делмарва

Делмарва (англ. Delmarva Peninsula) — крупный полуостров на восточном побережье США, отделяющий Чесапикский залив от Делавэрского залива и Атлантического океана. Территория полуострова разделена между тремя штатами — Делавэром на северо-востоке, Мэрилендом на западе и в центре, и Виргинией на юге. Название полуострова — слово-гибрид от имен этих трёх штатов (англ. Delaware, Maryland, Virginia), закрепилось в начале XX века.
Крупнейшие населённые пункты — Довер в Делавэре и Солсбери в Мэриленде. Площадь полуострова, включая ряд крупных островов в Чесапикском заливе, — 14 127 км². Население в 2000 г. — 681 000 человек.

## Транспорт
Северный перешеек полуострова разрезан каналом Чесапик — Делавэр. На севере полуостров связан с материком рядом мостов через канал; на западе мостом-тоннелем и мостом через Чесапикский залив; на востоке паромным сообщением с Кейп-Мей в Нью-Джерси.

## Экономика
Экономическая деятельность полуострова Делмарва в значительной степени связана с сельским хозяйством, в частности с кукурузой, овощами и птицефермами. Вдоль атлантического побережья расположены многочисленные пляжные курорты, например Ошен-Сити и Рехобот-Бич. Около города Довер расположена крупная база ВВС США. К югу от Чинкотига находится Среднеатлантический региональный космопорт, занимающий южную часть территории принадлежащего НАСА Центра полётов Уоллопс.